# 胡志明市美術大學
胡志明市美術大學是一個位於越南胡志明市平盛郡的美術大學。這是越南三家美術大學之一。該大學給予美術關係各部門：應用美術，工業美術，繪畫，樣式繪畫，水墨畫研究，越南傳統美術，亞洲美術等。該大學前身就市由于法郎成立的美術高等院校。